# MC Eiht
艾伦·泰勒（1971年5月22日-），藝名 MC Eiht，是來自美國加州康普頓的嘻哈藝人。他的藝名部分激發於KRS-One含有數字的藝名。他選擇 "Eiht" 來與非裔美國人社區文化 （页面存档备份，存于）有所連結，例如Olde English 800(一種酒)、撞球的8號球和.38左輪手槍。 他是西海岸嘻哈團體Compton's Most Wanted的一員，但因出色的表現，使得外界認定為CMW的主力成員，其他團員Boom Bam, Tha Chill, DJ Mike T和DJ Slip也都是來自康普頓的饒舌歌手，另外他也因為演出了電影《社會的威脅》而出名。

## 音樂事業
Eiht 來自於一個4人的West Coast團體Compton's Most Wanted，該團體在1992年推出Music to Driveby專輯獲得好評，之後Eiht演出了電影Menace II Society，並參與了電影原聲帶的製作，該曲"Streiht Up Menace描述了電影主角的急轉直下的命運，與美國社會底層下失控的生活，許多人認為此曲是Eiht的代表作。，此電影激勵他走向個人創作，雖然後續的兩張專輯We Come Strapped和Death Threatz仍然是與Compton's Most Wanted一同演出。這幾張專輯造就了他的成功，但在這幾年也與DJ Quik起了衝突，Eiht與Boom Bam與Tha Chill皆捲入與DJ Quik的衝突，在歌詞中批評DJ Quik。Eiht、Boom Bam與Tha Chill皆與Tragniew Park Crips（瘸幫的一個分支）有所聯繫。
他表明了他不希望演出喜劇電影，是為了要維持一貫的公眾印象，他後來只有再演出幾部低成本電影如"Reasons" "Thicker Than Water"和"Who Made the Potato Salad?"，並為電玩遊戲俠盜獵車手：聖安地列斯的Lance 'Ryder' Wilson配音。
他推出了專輯Last Man Standing，這是第一張MC Eiht的個人專輯, 後來雖停止了與唱片公司Big Beat/Atlantic的合約。但Eiht沒有中斷推出新的作品，之後與Priority簽約，在1999年推出Section 8。Eiht在2001年到2003與多個唱片公司與獨立廠牌交涉推出作品，在2004年與Spice 1 和Brotha Lynch Hung合作，另外再與West Inc./Native Records推出個人專輯。他並無固定的廠牌，後來加入了由史努比狗狗所創立的The Warzone，由Goldie Loc、Kam和MC Eiht自己所組成的團體。2006年，Eiht 與該團體演出了"Candy (Drippin' Like Water)"單曲，收錄在史努比狗狗的Tha Blue Carpet Treatment專輯中，2010年，MC Eiht 也與Young Maylay一同在Blaq Poet的單曲Ain't Nuttin' Changed (Remix)演出。
2011年6月，MC Eiht在Year Round/Blue Stamp Records推出了單曲"Fine By Me"，音樂錄影帶由Hugo V所執導，Year Round Records是紐約嘻哈藝人DJ Premier所擁有。
2012年10月，MC Eiht 參與了Kendrick Lamar的"m.A.A.d city"一曲，是 Good Kid, m.A.A.d City 專輯的主打曲目。
2013年1月Eiht推出了Keep It Hood EP，由BLUESTAMP Music Group所發行， 此專輯有DJ Premier與Brenk Sinatra參與其中的創作。
在2014年與團體The Outlawz推出了單曲"Shut Em Down"，The Outlawz是Tupac Shakur生前所屬的團體，該曲將與"Which Way Iz West" LP一同推出。

## 獲獎與提名

### 葛萊美獎
| 年份 | 獲提名                            | 獎項              | 結果 |
| ---- | --------------------------------- | ----------------- | ---- |
| 2014 | Good Kid, M.A.A.D City (參與演出) | Album of the Year | 提名 |

## 專輯列表
錄音室專輯
- We Come Strapped (1994)
- Death Threatz (1996)
- Last Man Standing (1997)
- Section 8 (1999)
- N' My Neighborhood (2000)
- Tha8t'z Gangsta (2001)
- Underground Hero (2002)
- Hood Arrest (2003)
- Smoke in tha City (2004)
- Veterans Day (2004)
- Affiliated (2006)
- Which Way Iz West LP  (2017)

參與演出
- Compton 2 Riverside (with Bossolo (2014))
- Respect The O.G'z (with Spice 1 Bossolo "Thug Therapy" (2015)
- Welcome to Los Santos (with  Freddie Gibbs featuring Kokane(2015) )

## 外部連結
- MC Eiht （页面存档备份，存于）
- MC Eiht （页面存档备份，存于） at Internet Movie Database
- MC Eiht的MySpace主頁
- MC Eiht的Twitter （页面存档备份，存于）